# Ritual criollo
Ritual criollo es el tercer disco como solista perteneciente al cantautor de rock argentino Palo Pandolfo. Fue lanzado en el año 2008. Este álbum acústico  cuenta con las participaciones de diversos artistas como: Lidia Borda, Peteco Carabajal, Tito Losavio, Lisandro Aristimuño, Pablo Gignoli, Pablo Herrero Pondal, Santiago Fernández, Gustavo Senmartin, Rodrigo Guerra, Anahí y María Francesca (sus hijas). 

## Lista de canciones
Todas las canciones escritas y compuestas por Palo Pandolfo. 
| N.º | Título                      | Escritor(es) | Duración |  |
| 1.  | «Oficio del cantor»         |              | 02:47    |  |
| 2.  | «Amor (Practico el ritual)» |              | 03:57    |  |
| 3.  | «Canción cántaro»           |              | 03:16    |  |
| 4.  | «Argentina 2002»            |              | 01:33    |  |
| 5.  | «Uh! La soledad»            |              | 02:14    |  |
| 6.  | «Río Reconquista»           |              | 03:59    |  |
| 7.  | «Plegaria»                  |              | 03:16    |  |
| 8.  | «Siete vidas»               |              | 02:17    |  |
| 9.  | «Las nenas»                 |              | 02:20    |  |
| 10. | «Carnavalonga»              |              | 03:04    |  |
| 11. | «El grito del chimango»     |              | 02:45    |  |
| 12. | «Turbias golondrinas»       |              | 01:44    |  |
| 13. | «Blanca Lucía»              |              | 04:16    |  |
| 14. | «Afrodita»                  |              | 04:43    |  |
| 15. | «Chicas alegría»            |              | 02:46    |  |